# مشعل العلائلي
مشعل يوسف العلائلي لاعب كرة قدم سعودي، يلعب كظهير أيسر في نادي الاتفاق.